# ديفيد كينيدي (عالم فلك)
ديفيد كينيدي (بالإنجليزية: David Kennedy)‏ هو عالم فلك نيوزيلندي، ولد في 27 أبريل 1864، وتوفي في 10 مارس 1936.